# Ferguson (Iowa)
Pour les articles homonymes, voir Ferguson.
Ferguson est une ville du comté de Marshall, en Iowa, aux États-Unis. Elle est fondée en 1882 et incorporée le 4 décembre 1906.

## Source de la traduction
- (en) Cet article est partiellement ou en totalité issu de l’article de Wikipédia en anglais intitulé « Ferguson, Iowa » (voir la liste des auteurs).